# Хирдман, Свен
Хенрик Свен Хирдман (швед. Henrik Sven Hirdman), родился 28 сентября 1939 года в Ставангере, Норвегия — шведский дипломат и посол. Посол Швеции в Российской Федерации с 1994 по 2004 год.

## Биография
После военной службы в школе военных переводчиков шведской армии в 1958 году Свен Хирдман закончил Уппсальский университет со степенью магистра политологии.
В годы 1963—1994 Свен Хирдман служил в министерстве иностранных дел Швеции, в частности, в Москве и Тель-Авиве в качестве посла Швеции, а также в посольствах Швеции в Лондоне и Пекине.
Хирдман был с 1969 до 1972 года заместителем директора Стокгольмского международного института исследований проблем мира (SIPRI); Советником Посольства Швеции в Пекине 1972—1976; Начальником Департамента Министерства иностранных дел Швеции 1976—1979; Статс-Секретарем Министерства обороны в годы 1979—1982; Послом Швеции в Тель-Авиве и Никосии 1983—1987; Инспектором военного экспорта (KMI) с 1987 по 1994; 1994—2004 он был послом Швеции в Москве, в последние четыре года также дуайеном дипломатического корпуса. Во время службы в Москве Хирдман одновременно был аккредитован в качестве посла Швеции в Беларуси, Грузии, Армении, Азербайджане, Казахстане, Кыргызстане, Узбекистане, Таджикистане и Туркменистане.
В ночь с 10 на 11 декабря 1997 года участвовал в переговорах по поводу освобождения сотрудника ФСБ Анатолия Савельева, который добровольно обменял себя на ранее взятого в заложники торгового представителя шведского посольства Яна-Улофа Нюстрема (швед. Jan Olof Nyström).
Свен Хирдман был в 2008—2009 гг. председателем шведского отделения Transparency International, а в период с 2005—2011 — маршалом дипломатического корпуса МИД Швеции. С 1990 года он является членом Шведской королевской академии военных наук. Он также занимал различные посты в шведских деловых компаниях.
Свен Хирдман — активный участник в дебатах о политике безопасности Швеции. Он выступает против вступления страны в НАТО. В октябре 2015 года вышла его книга «Ryssland och svensk säkerhetspolitik — 50 år i utrikespolitisk tjänst Архивная копия от 22 декабря 2015 на Wayback Machine» (Россия и шведская политика безопасности — 50 лет во внешнеполитической службе).

## Личная жизнь. Семья
Женат на Марианне Юнгквист. Дети: дочери Анника, Вивека и Тоника.
Мать и отец Свена Хирдмана были Шарлотт Шлед (1906—1966) и Эйнар Хирдман (1916—1999). Бабушки и дедушки Хирдмана со стороны матери были швейцарка Эмели Шледт и немец Фриц Шледт, со стороны отца — Гуннар и Май Хирдман. Эили и Ивон Хирдман — сестры Свена Хирдмана.
В августе 2010 года Ивонн Хирдман опубликовала книгу под названием «Den röda grevinnan» (Красная графиня), посвящённую их матери Шарлотт.

## Награды
- Золотая медаль Его Величества Короля 12-го размера (sGM12mserafb).
- Орден Дружбы (14 октября 2004 года, Россия) — за большой вклад в развитие и укрепление российско-шведских дружественных отношений[9].
- Орден «Данакер» (1 июля 2004 года, Кыргызстан) — за значительный вклад в укрепление дружбы и сотрудничества между Кыргызской Республикой и Королевством Швеция[10].